# 角色扮演色情影片
角色扮演色情影片（和制英语：Cosplay AV）是色情影片的一种，指女演員以ACG角色妆扮演出的色情片。
日本1990年代有出現一堆《美少女戰士》的角色扮演色情影片，但大多都只是像“cosplay風俗娘”——應御宅族而出現的特殊產業，即女性性工作者以動漫人物Cosplay的打扮而已。
随者成人视频制造商业界競爭激烈，愈来愈多角色扮演色情影片嘗試拍出原著（多為H系）的感覺，如近來看到的《薔薇少女》跟《Fate/stay night》的角色扮演色情影片。角色扮演色情影片是成人视频制造商TMA的主力產品。

## 外部連結
- 同人用語の基礎知識相關說明 （页面存档备份，存于）